# Portmeirion
Portmeirion és un vil·la turística construïda en estil italianitzant al comtat de Gwynedd, en el nord de Gal·les. Amb una aparença molt original, el poble ha estat localització per a filmacions diverses, especialment de la sèrie de televisió The Prisoner.

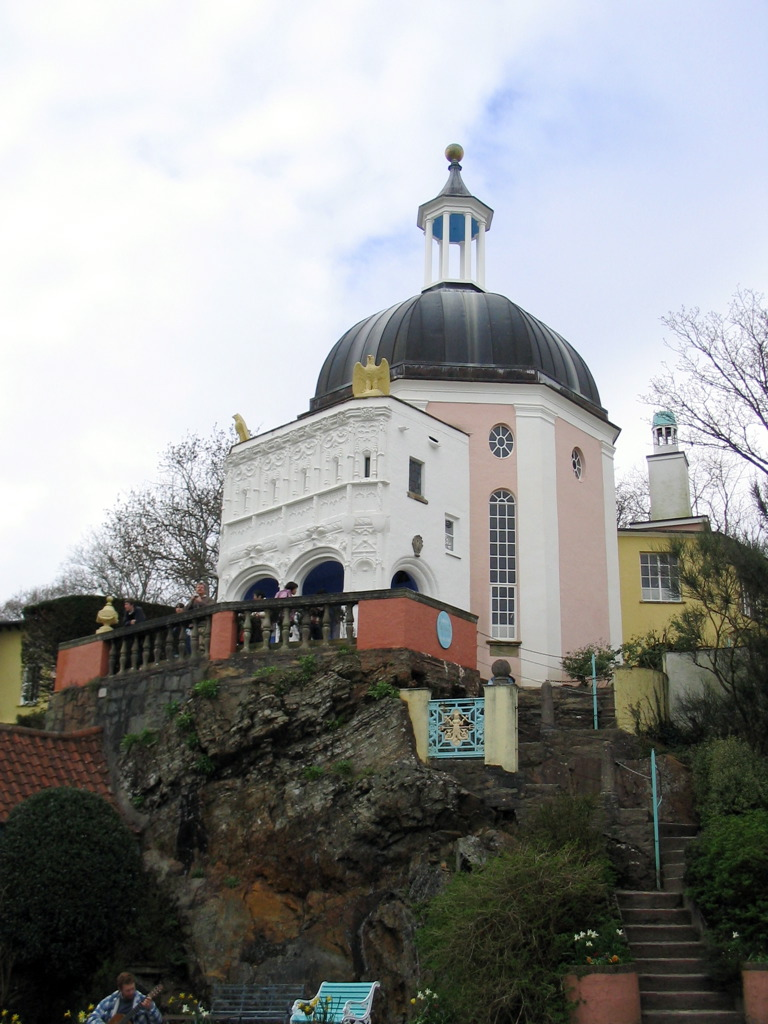
Ajuntament de Portmeirion

## Localització i accés
Portmeirion és a la vora de Penrhyndeudraeth, en l'estuari del riu Dwyryd, a més de tres quilòmetres al sud-est de Porthmadog, i a un quilòmetre i mig de l'estació de Minffordd, coberta per la línia de tren de via estreta Ffestiniog Railway i per la Cambrian Line.

## Història
Malgrat les abundoses opinions que diuen que el lloc està basat en el bellíssim poble de Portofino, a Itàlia, el creador de Portmeirion, Sir Clough Williams-Ellis, en refusà l'atribució directa, afirmant que només havia volgut homenatjar l'atmosfera de la Mediterrània. En unes declaracions, però, al·ludí al port italià dient: "Com no m'hagués pogut enamorar de Portofino? La seva imatge quedà en mi com un exemple gairebé perfecte d'embelliment humà i ús d'un lloc exquisit..."
Williams-Ellis dissenyà i construí la vila entre 1925 i 1975. Utilitzà fragments de restes procedent de les demolicions d'altres edificis, alguns dels quals fets d'altres arquitectes distingits. Aquesta arquitectura de bricolatge (de pastitx, segons algunes veus crítiques) i la seva nostàlgia deliberada han contribuït al desenvolupament del postmodernisme en l'arquitectura de les darreries del segle xx.
El cos principal de l'hotel, i les casetes anomenades "White Horses" (=Cavalls blancs), "Mermaid" (=Sirena) i "The Salutation" (=La Salutació) havien format part d'una gran finca de nom Aber Iâ (gal·lès: Estuari de Gel), de mitjans dels anys 1850, en una zona on hi havia hagut una foneria i unes petites drassanes. L'arquitecte Williams-Ellis canvià el nom de la zona pel de Portmeirion (Port per estar en la costa, Meirion pel comtat de Meirionnydd (Sîr Feirionydd) on aleshores se situava). Restes escadusseres d'un castell (referenciat el 1188), anomenat diversament com Castell Deudraeth, Castell Gwain Goch i Castell Aber Iau, es troben en el bosc proper a la vila.

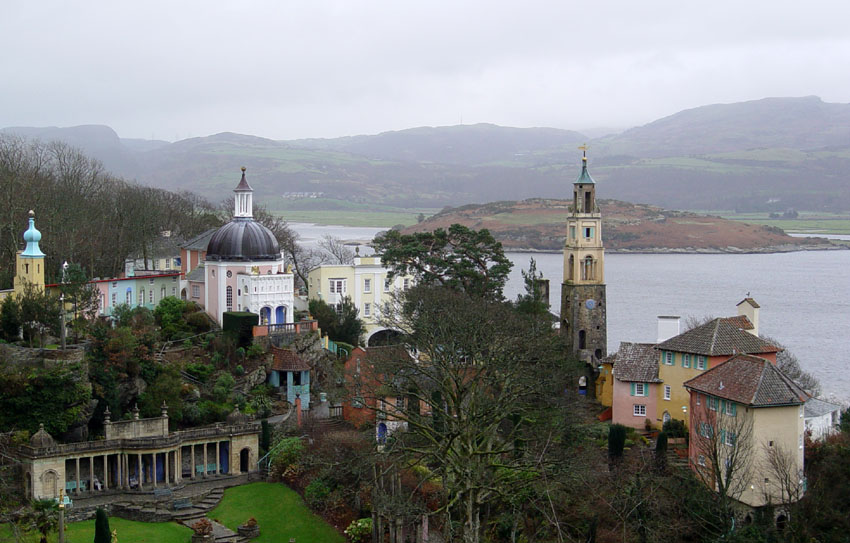
Vista panoràmica

En l'any 1931 Williams-Ellis comprà a son oncle, Sir Osmund Williams, la mansió victoriana Castell Deudraeth (sense relació amb el castell medieval esmentat abans) amb la intenció d'incorporar-la al complex hoteler de Portmeirion, però l'esclat de la Guerra Mundial ho impedí. Williams-Ellis considerà sempre que el Castell era "l'edifici més gran i majestuós de la Finca Portmeirion", i maldà per adquirir-lo. Finalment, amb subvencions de la fundació cultural de la loteria britànica (Heritage Lottery Fund), el Fons Europeu de Desenvolupament Regional i l'oficina de turisme de Gal·les, l'objectiu fou aconseguit i Castell Deudraeth obrí com a hotel (11 habitacions) i restaurant el 2001. És situat a un quilòmetre del nucli urbà.
La finca compta amb una important col·lecció de rododèndrons i altres plantes exòtiques en una zona enjardinada, plantada per l'anterior propietari George Henry Caton Haigh. En l'actualitat, Portmeirion pertany a una associació sense ànim de lucre, que explota la majoria dels edificis com a habitacions d'hotel o com a apartaments, i els locals com a botigues, un cafè, sala de te i restaurant. És un dels deu atractius turístics més importants del nord de Gal·les  i es pot visitar pagant entrada.

## Portmeirion en la cultura popular

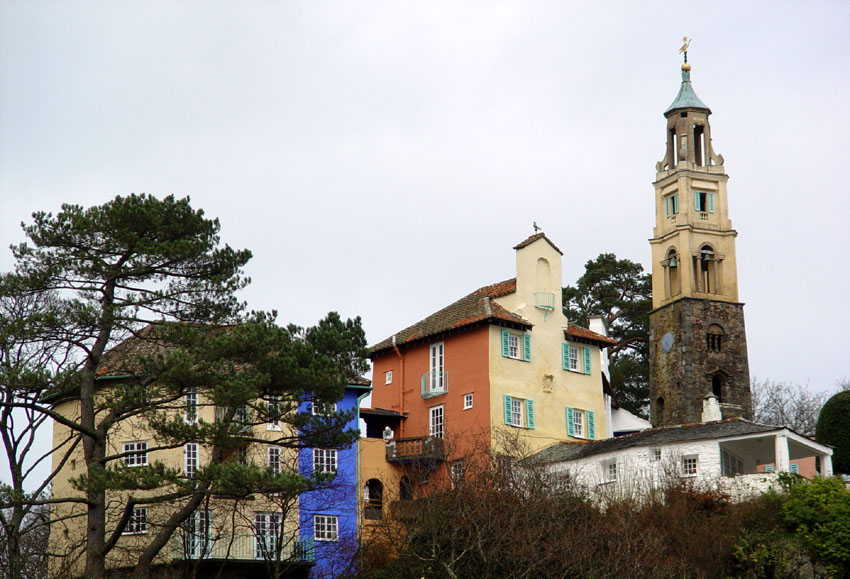
Vista del campanar

La vila de Portmeirion ha estat una font d'inspiració per escriptors i artistes, i una localització especial per a productors de cinema i televisió. Noël Coward, per exemple, hi escrigué Blithe Spirit. Altes visitants il·lustres han estat l'arquitecte Frank Lloyd Wright el 1956, Gregory Peck, Ingrid Bergman i Paul McCartney. El músic Jools Holland, que ho conegué quan filmava el xou de TV The Tube, en quedà tan frapat que es feu bastir el seu estudi i altres edificis de casa seva a Blackheath (Londres) en un estil copiat de la vila. La imatge de Portmeirion, però, està especialment unida a la promoció que en va fer la sèrie de televisió The Prisoner.

### Portmeirion iThe Prisoner
Al llarg dels anys, diverses pel·lícules i episodis de sèries de televisió han estat filmats a Portmeirion, sovint fent-ne un exòtic racó europeu. Tres exemples en poden ser l'episodi View from the Villa, capítol del 1960 de la sèrie Danger Man protagonitzat per l'actor Patrick McGoohan; un episodi de mitjans dels anys 70 de la sèrie Doctor Who (The Masque of Mandragora, ambientat en la Itàlia renaixentista), i un episodi de Citizen Smith que transcorria a Rímini.

Bicicle símbol de la sèrie The Prisoner

Clarament, el millor partit de la localitat es tragué els anys 1966-67, quan McGoohan (fent d'actor-guionista-productor) tornà a Portmeirion per filmar els exteriors de The Prisoner, una sèrie surrealista de ciència-ficció en què Portmeirion adquiria un paper estel·lar com a The Village, una població-presó per a ex-agents secrets. A petició de Williams-Ellis, Portmeirion no aparegué en els títols de crèdit (que a cada episodi deien Filmed on Location sense més detalls) fins al darrer episodi, amb la voluntat de restringir l'accés a la vila perquè no esdevingués un lloc de masses. Per la mateixa raó s'establí el pagament d'una petita entrada per accedir-hi. La sèrie es convertí en un fenomen de culte, i els fans no paren de visitar Portmeirion, que acull trobades anuals d'afeccionats. La majoria de les construccions i paisatges de la sèrie han estat mantinguts virtualment sense canvis; l'edifici que feia de residència del protagonista és en l'actualitat una botiga de records temàtics.